# Burg Graneck
Die Burg Graneck ist eine abgegangene Hangburg im Dorf Ammerbuch-Entringen. Sie lag nördlich von Entringen nahe beim Ort an einer Stelle, die noch heute das Bürgetle (d. h. Bürgle) oder mittleres Bügetle genannt wird. Eine kleine Burg, eher ein befestigtes Gehöft, befand sich weiter unten im Ort, Burg Graneck war das mittlere Bürgetle und oben auf dem Berg Hohenentringen. Man stieß dort in der Mitte des 19. Jahrhunderts gelegentlich noch auf Grundmauern und Gebäudeschutt. In Entringen existiert noch der Flurname "Mittleres Bürgetle" der sich auf einen Bergsporn östlich der Kirche bezieht, dort befindet sich heute die Kelter und der Kelternplatz.
Martin Crusius schrieb, dass die Herren von Gültlingen in dem Haus wohnten.